# جایزه بهره‌وری ۱۴۰۴
جایزه بهره‌وری ۱۴۰۴ یک نظام ارزیابیست که با هدف شناسایی و تقدیر از سازمان‌های بهره‌ور مطابق اسناد بالادستی به ویژه تحقق اهداف سند چشم‌انداز ۱۴۰۴ ایران طراحی گردیده است. این جایزه از سال ۱۳۸۸ در عرصه بهره‌وری کشور اجرایی شده و تا کنون بیش از ۱۰۰ سازمان بزرگ و متوسط در سطح ملی موفق به اخذ تندیس یا گواهینامه‌های سطوح مختلف جایزه بهره‌وری ۱۴۰۴ شده‌اند.

## شکل‌گیری
در چشم‌انداز بیست ساله کشور پیش‌بینی شده است که: «در سال ۱۴۰۴ ایران کشوری است توسعه یافته از نظر اقتصادی علمی و فناوری در سطح منطقه با هویت اسلامی و انقلابی الهام بخش در جهان اسلام و با تعامل سازنده و مؤثر در روابط بین‌الملل.»
در راستای دستیابی به این مهم در برنامه‌های چهارم و پنجم توسعه اقتصادی،اجتماعی و فرهنگی جمهوری اسلامی ایران به عنوان ایستگاه‌های اول و دوم توسعه در برنامه ۲۰ ساله، پیش‌بینی شده است که ایران اسلامی می‌بایست در سال‌های برنامه سالانه متوسط ۸ درصد رشد اقتصادی به قیمت‌های ثابت داشته باشد. علاوه بر این سهمی از رشد اقتصادی می‌بایست از طریق ارتقاء بهره‌وری صورت پذیرد. (به عنوان مثال در برنامه پنجم سهم ۳۳ درصدی از رشد اقتصادی به بهره‌وری اختصاص یافته است)
به همین منظور و در پی اجرای طرح ملی سنجش بهره روی کشور (در سال ۱۳۸۷) جایزه بهره‌وری ۱۴۰۴ به منظور شناسایی و تقدیر از سازمان‌های همراستا با سند چشم‌انداز افق ۱۴۰۴ طراحی و تاکنون سه دوره از جایزه بهره‌وری ۱۴۰۴ از سال ۱۳۸۸ برگزار گردیده است.
برنامه اعطای جایزه متعلق به یک مؤسسه خصوصی است و فاقد ارتباط یا اعتبارسنجی از سوی دولت می‌باشد.

## محورهای ارزیابی
در جایزه بهره‌وری ۱۴۰۴ ارزیابی سارمان‌ها بر اساس اطلاعات خام دریافت شده از سازمان‌ها و محاسبه شاخص‌های عمومی بهره‌وری از جمله بهره‌وری کل عوامل تولید، بهره‌وری نیروی کار، بهره‌وری سرمایه و سهم بهره‌وری در رشد اقتصادی صورت می‌گیرد. علاوه بر ارزیابی شاخص‌های بهره‌وری این جایزه بخشی را به سنجش زیر ساخت‌های لازم برای دستیابی به اهداف ملی و سیاست‌های کلان کشور اختصاص داده و شاخص‌های دیگری حسب نامگذاری هر سال و همچنین اجرای طرح‌های ملی مورد ارزیابی قرار گرفته‌اند. چهار دوره جایزه با محورهای جانبی ذیل برگزار گردیده است
- دوره نخست:  -
- دوره دوم:  اصلاح الگوی مصرف - هدفمندی یارانه‌ها
- دوره سوم: جهاد اقتصادی
- دوره چهارم: اقتصاد مقاومتی

## تندیس بهره‌وری ۱۴۰۴
بالاترین سطح اعطای نشان در جایزه بهره‌وری سطح تندیس است. این نشان به سازمان‌هایی تعلق می‌گیرد که علاوه بر حرکت روبه‌رشد اقتصادی منطبق با اهداف سند چشم‌انداز ۲۰ ساله کشور، از ثبات روند تغییرات برخوردار بوده و بتواند ۹۵ درصد از امتیاز شاخص‌های بهره‌وری را کسب نماید. در سه دوره گذشته سازمان‌های ذیل توانسته‌اند نشان تندیس بهره‌وری ۱۴۰۴ را کسب نمایند:
- سازمان هوا فضا
- بانک پاسارگاد
- گروه صا ایران
- بانک ملی ایران
- شرکت مخابرات ایران
- شرکت خدمات ارتباطی ایرانسل

## دوره هفتم جایزه
مراسم اختتامیه چهارمین دوره جایزه ملی بهر ه وری ۱۴۰۴ مورخ ۲۴ خرداد ۱۳۹۵ در مرکز همایش‌های مدیریت دولتی، با حضور رئیس شورا و مرکز ملی رقابت برگزار گردید. در این مراسم از سازمان‌های حائز شرایط در چهار سطح تندیس، سازمان پیشرو در چشم‌انداز ۱۴۰۴، سازمان همگام با چشم‌انداز ۱۴۰۴ و سازمان متعهد به چشم‌انداز ۱۴۰۴ تقدیر گردید. سازمان صنایع دفاع به عنوان برگزیده ادوار (هفت دوره) انتخاب شد. سایر رتبه‌ها بدین شرح می‌باشد:
- شرکت کشاورزی رشد پایدار ایرانیان - سطح پیشرو
- بانک پاسارگاد
- بانک دی
- صنایع شیر ایران

## دوره چهارم جایزه
مراسم اختتامیه چهارمین دوره جایزه ملی بهر ه وری ۱۴۰۴ مورخ ۹ اردیبهشت ماه ۱۳۹۲ در سالن تلاش، با حضور رئیس شورا و مرکز ملی رقابت برگزار گردید. در این مراسم از سازمان‌های حائز شرایط در چهار سطح تندیس، سازمان پیشرو در چشم‌انداز ۱۴۰۴، سازمان همگام با چشم‌انداز ۱۴۰۴ و سازمان متعهد به چشم‌انداز ۱۴۰۴ تقدیر گردید. شایان ذکر است چهارمین دوره جایزه بهره‌وری با حضور دستگاه‌ها و بنگاه‌های اقتصادی دولتی و خصوصی از بخش‌های انرژی، صنعت ومعدن، پولی و بانکی، خدمات عمومی و سایر بخش‌ها با حضور بیش از ۷۰ سازمان بزرگ کشور و با شعار بهره‌وری و اقتصاد مقاومتی به منظور شناسایی و تقدیر از سازمان‌های موفق در عرصه بهره‌وری مطابق با اهداف اسناد بالا دستی از نیمه دوم سال ۱۳۹۱ اجرایی گردیده است

## دوره سوم جایزه

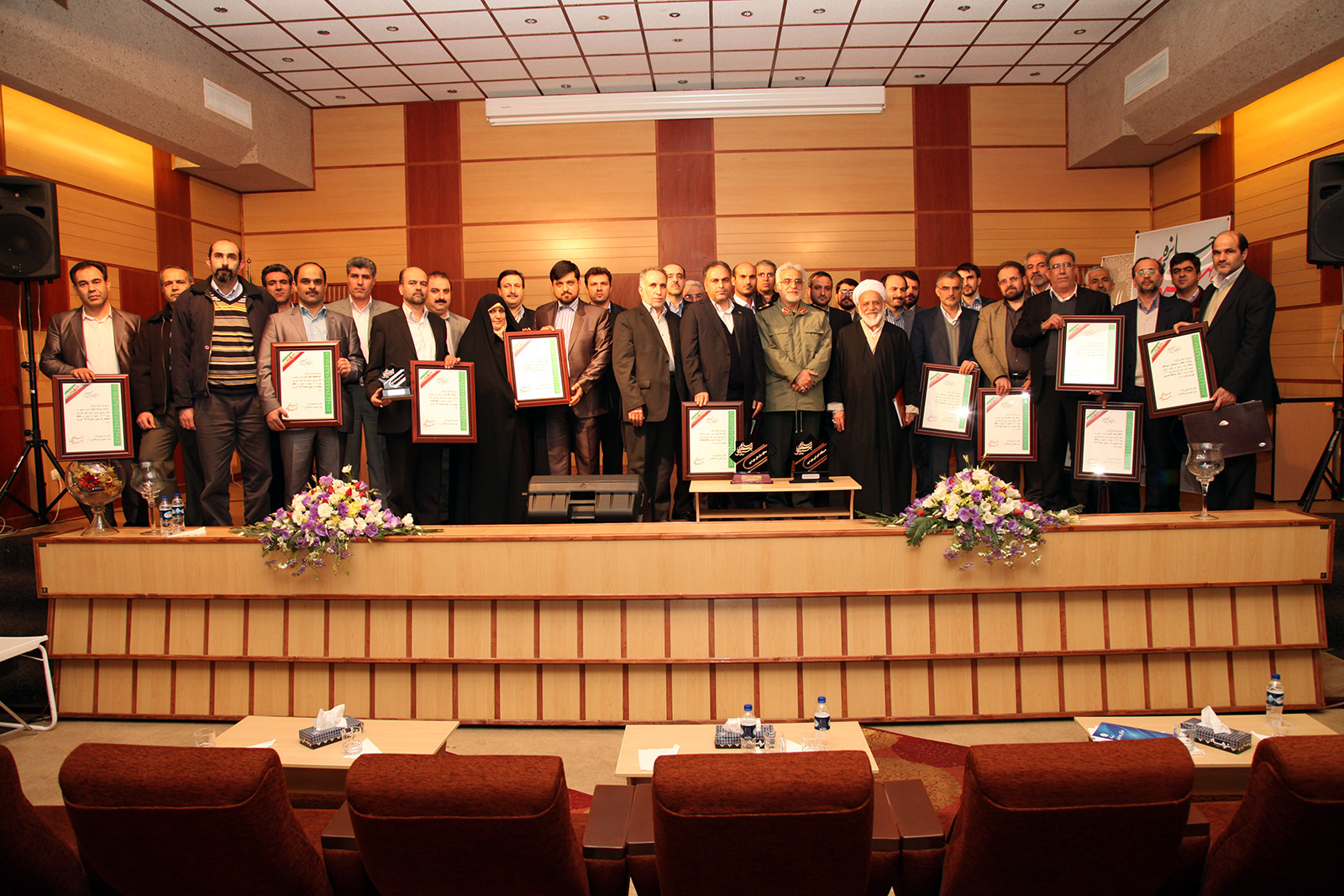
اختتامیه دوره سوم جایزه بهره‌وری ۱۴۰۴ (اسفندماه ۱۳۹۰)

مراسم اختتامیه سومین دوره جایزه در اسفند ماه ۱۳۹۱ با حضور رئیس کمیسیون اقتصادی مجلس شورای اسلامی، قائم مقام وزیر دفاع و پشتیبانی نیروهای مسلح، رئیس شورا و مرکز ملی رقابت و جانشین وزیر ارتباطات و فناوری اطلاعات برگزار گردید. در این مراسم از سازمان‌های حائز شرایط در چهار سطح تندیس، سازمان پیشرو در چشم‌انداز ۱۴۰۴، سازمان همگام با چشم‌انداز ۱۴۰۴ و سازمان متعهد به چشم‌انداز ۱۴۰۴ با شعار بهره‌وری و جهاد اقتصادی تقدیر گردید.
سومین دوره جایزه بهره‌وری، با حضور ۸۹ سازمان از بخش‌های انرژی، صنعت ومعدن، پولی و بانکی، خدمات عمومی و سایر بخش‌ها اجرایی گردید از سازمان‌های برگزیده و حایز شرایط تقدیر گردید.

## دوره دوم جایزه
دوره دوم جایزه با رویکرد بهره‌وری و هدفمندی یارانه‌ها با تمرکز بر سه محور شاخص‌های عمومی بهره‌وری و طرح‌های زیر ساختی، توانمند سازی و انگیزش در دو محور اصلاح الگوی مصرف و هدفمندی یارانه‌ها برگزار گردید در این دوره نیز از مجموع ۸۰ سازمان شرکت کننده در فرایند ارزیابی جایزه ۴۴ سازمان حائز شرایط حضور در مراسم اختتامیه و تقدیر از سازمان‌های برگزیده را داشتند.
دوره دوم جایزه بهره‌وری ۱۴۰۴ که با حمایت معاونت سرمایه انسانی و کار گروه تحولات اقتصادی رئیس جمهور طی یک فرایند ارزیابی شش‌ماهه اجرایی شد، از سازمان‌های برگزیده در سطوح سازمان بهره‌ور (سطح تندیس)، سازمان‌های پیشرو در چشم‌انداز (۳ سطح)، سازمان‌های همگام با چشم‌انداز (۳ سطح) و سازمان‌های متعهد به چشم‌انداز تقدیر گردید.

## نخستین دوره جایزه
نتایج نخستین دوره جایزه بهره‌وری ۱۴۰۴ نیز در تیر ماه سال ۱۳۸۸ در دومین دوره همایش ملی تحول و بهره‌وری با حضور بیش از ۵۰۰ نفر از استادان و صاحبنظران این حوزه اعلام گردید، در این دوره جایزه معیار ارزیابی بررسی شاخص‌های عمومی و اختصاصی بهره‌وری سازمان‌ها بوده است.